# Piton Bénoune
Pour les articles homonymes, voir Piton (homonymie).
Le piton Bénoune est un sommet de montagne de l'île de La Réunion, un département d'outre-mer français dans l'océan Indien. Situé sur le rempart montagneux qui place le plateau appelé plaine des Fougères en surplomb de la partie nord du cirque naturel de Salazie, une caldeira du massif du Piton des Neiges, il culmine à 1 712 mètres d'altitude.